# Dzwonek drobny
Dzwonek drobny (Campanula cochleariifolia Lam.) – gatunek rośliny  należący do rodziny dzwonkowatych (Campanulaceae).  Występuje w  Europie,  głównie w górach: w Alpach, Apeninach, Karpatach, Pirenejach, górach Półwyspu Bałkańskiego, a także w Jurze. W Polsce występuje na Babiej Górze i w Tatrach, gdzie jest dość pospolity.

## Morfologia
PokrójTworzy gęste kępki albo darnie zawierające liczne płonne różyczki. Wysokość (3)5-15(30) cm. Roślina posiada rurki wytwarzające gęsty, biały sok mleczny.
ŁodygaWzniesiona lub podnosząca się, prosta, w górnej części groniasto rozwidlająca się, dołem silnie owłosiona odstającymi, szczeciniastymi włoskami. Pod ziemią rozgałęzione kłącze z krótkimi rozłogami.
LiścieO zróżnicowanym kształcie. Liście odziomkowe w czasie kwitnienia liczne, okrągławosercowate, długoogonkowe, grubo ząbkowane, liście  łodygowe dolne są podłużnie jajowate i ząbkowane, o nasadzie zwężającej się w krótki ogonek, liście środkowe są równowąskie lub lancetowate. Nasady i ogonki liści są sztywno orzęsione. Podczas kwitnienia blaszka liści różyczkowych jest ucięta lub słabo tylko sercowata.
KwiatyZebrane są przeważnie w 2-6 kwiatowe, jednostronne grono, rzadziej w niedużą wiechę. Pączki kwiatowe zwisające. Korona mała (długość do 2 cm), wąskodzwonkowata, jasnoniebieska i 5-łatkowa. Czasami (rzadko) zdarzają się kwiaty białe. Nitki pręcików dłuższe od pylników, pyłek różowy.
OwocOtwierająca się 3 dziurkami torebka z licznymi nasionami.
Gatunki podobneW górach występuje podobny dzwonek wąskolistny (Campanula tatrae). Ma bardziej luźny pokrój, nagą łodygę, w czasie kwitnienia liście odziomkowe są bardzo nieliczne, pączki kwiatowe wzniesione, korona szerokodzwonkowata.

## Biologia i ekologia
RozwójBylina, hemikryptofit. Kłącza płożą się i rozgałęziają. Kwitnie od czerwca do sierpnia.
SiedliskoSkały, piargi, żwirki, głównie na podłożu wapiennym.  Występuje od regla dolnego po piętro halne.
FitosocjologiaW klasyfikacji zbiorowisk roślinnych gatunek charakterystyczny dla rzędu (O.) Thlaspietalia rotundifolii, gatunek wyróżniający dla rzędu Potentilletalia caulescentis. Liczba chromosomów 2n = 34, Ga 3, 4, 5, 6.

## Zastosowanie
Roślina ozdobna.  Nadaje się do ogrodów skalnych i jako roślina obwódkowa na rabatach. Równie dobrze można nim obsadzać murki i szczeliny skalne. Dobrze wygląda też  pomiędzy kamieniami.  Tworzy gęste kępy, rozrastające się szybko za pomocą rozłogów. Najsilniej kwitną młode pędy na zewnątrz kępy, środkowe, starsze pędy często są bezkwiatowe.

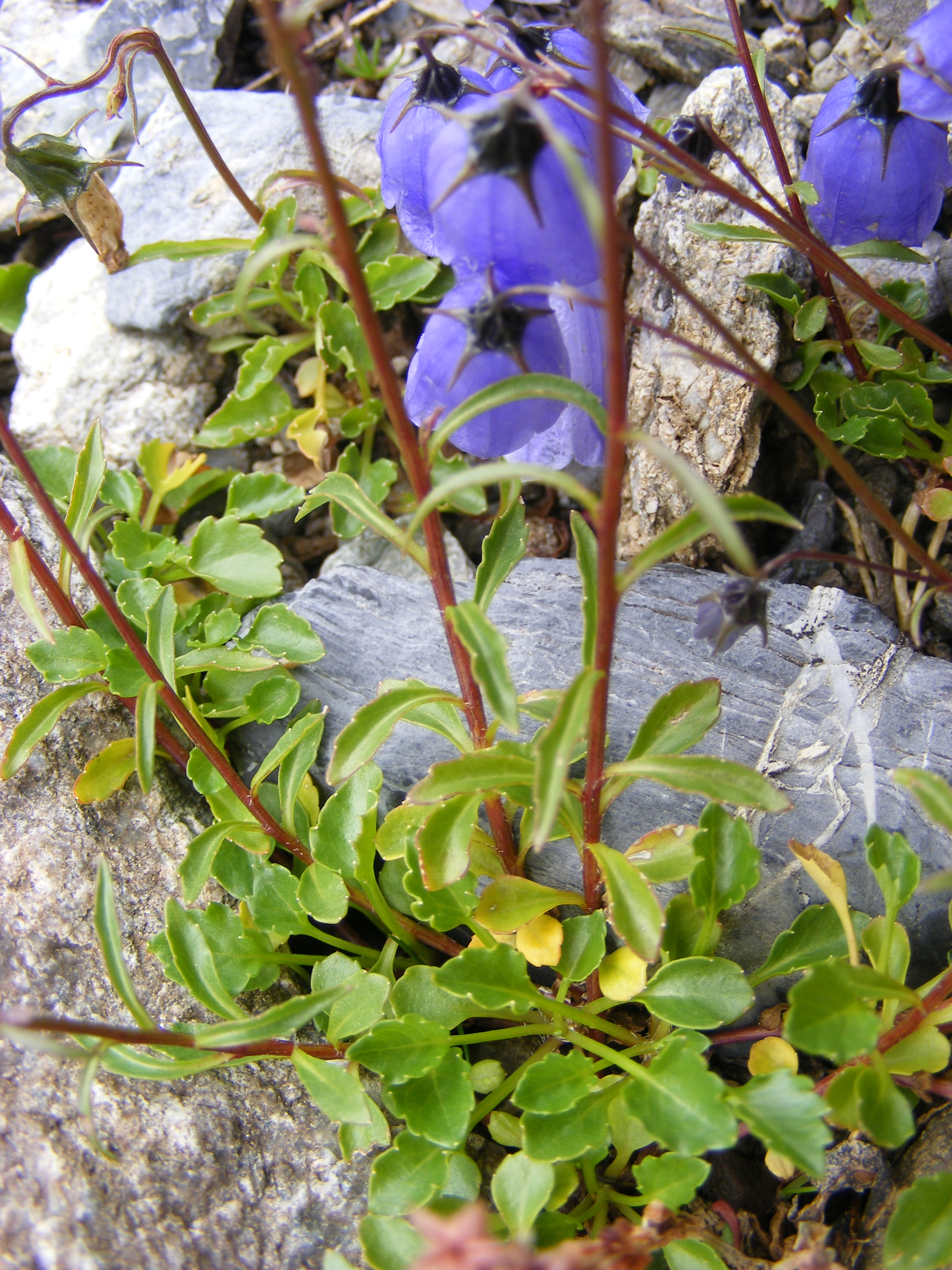
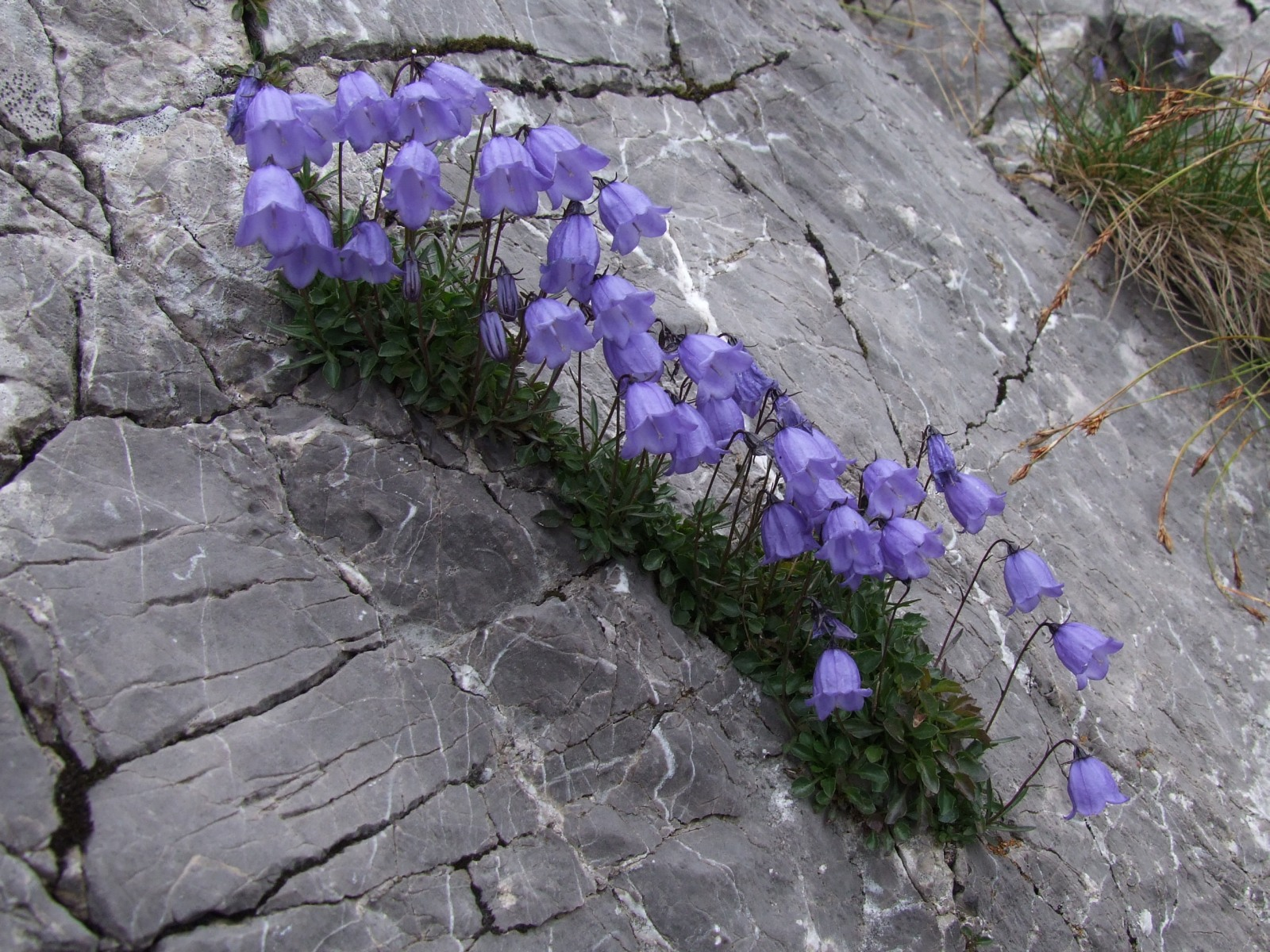
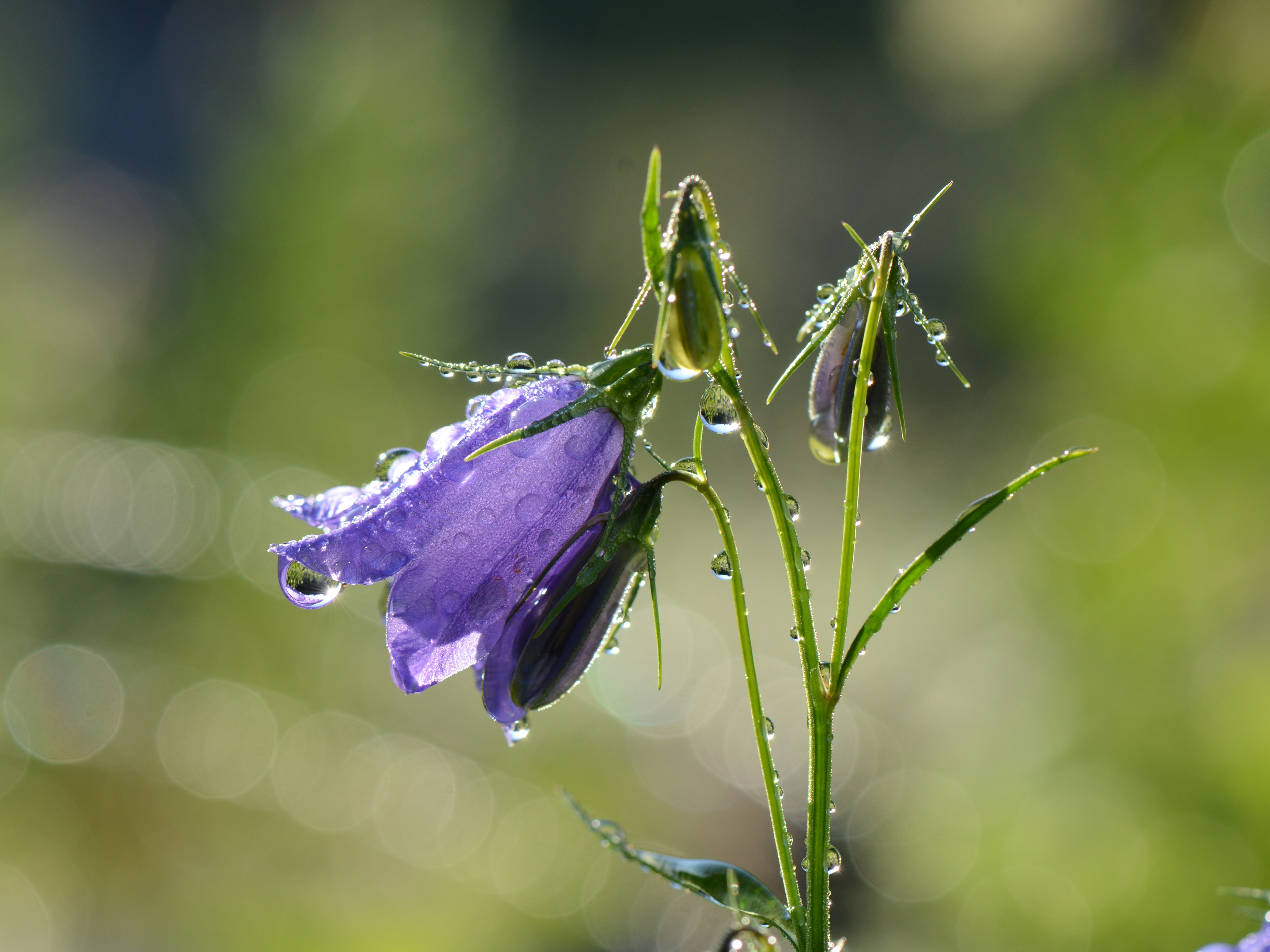
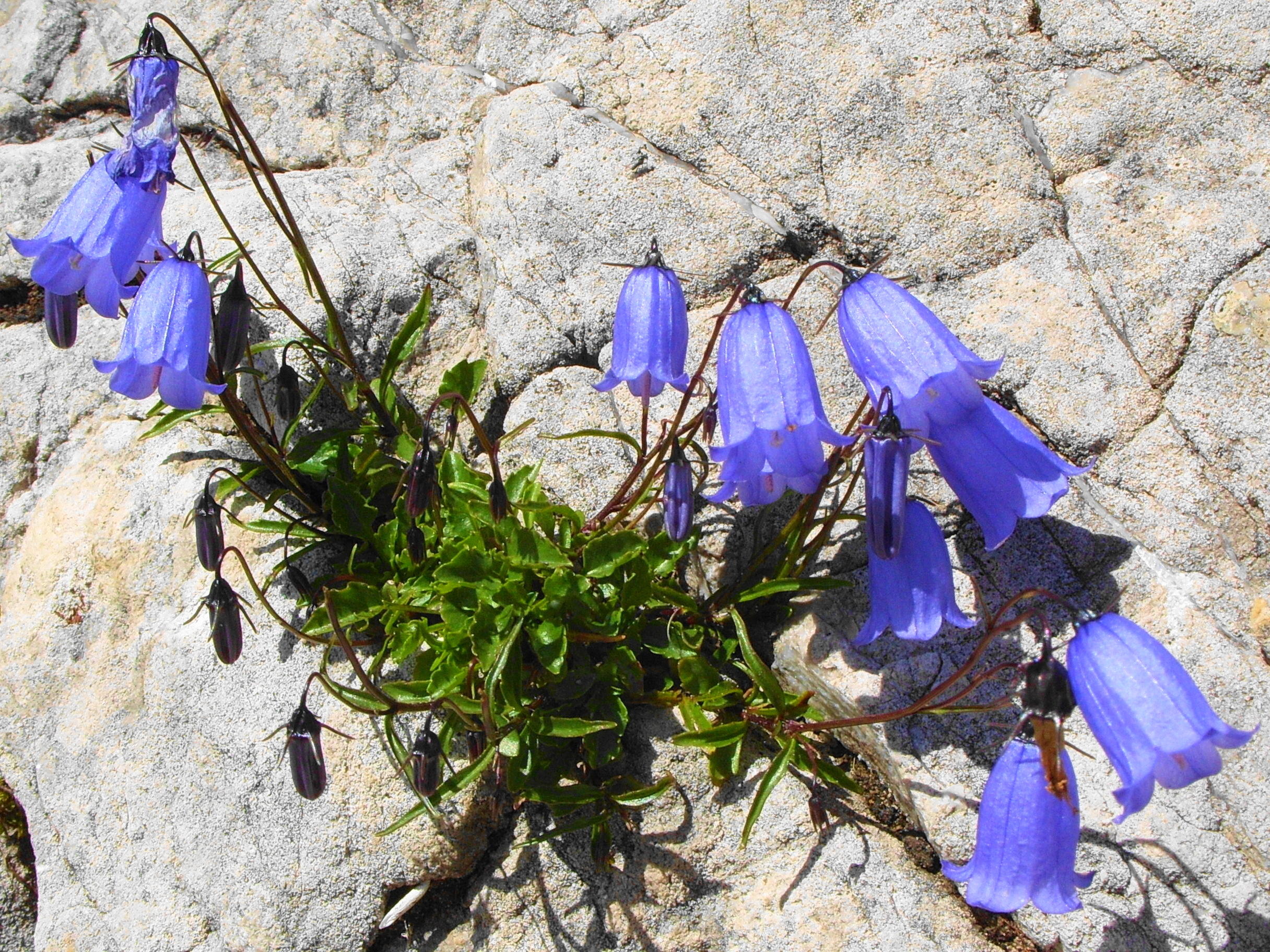

## Uprawa
Jest to jeden z najłatwiejszych w uprawie gatunków dzwonków. Rozmnaża się go przez podział wczesną wiosną, lub pod koniec sierpnia, po przekwitnięciu. Najlepiej rośnie na stanowisku słonecznym lub lekko zacienionym. Jest mrozoodporny. Gleba powinna być lekka, żwirkowo-kamienista, wapienna i stale wilgotna.

## Nazewnictwo
Łacińska nazwa rodzajowa pochodzi od słowa campánula oznaczającego dzwonek, kształt kwiatu przypomina bowiem dzwonek. Łacińska nazwa gatunkowa określa kształt liści (warzuchopodobne), pochodzi od rośliny warzucha (Cochlearia), która ma podobne liście. Polska nazwa gatunkowa (drobny) odnosi się do drobnego wzrostu tej rośliny.